# Église Notre-Dame-des-Flots du Cap Ferret
Pour les articles homonymes, voir Notre-Dame-des-Flots.
L'église Notre-Dame-des-Flots est une église catholique paroissiale située sur la commune de Lège-Cap-Ferret (Gironde, France), sur la partie sud de la presqu'île, au Cap Ferret.

## Localisation
L'église est située au croisement du boulevard de la Plage et de la rue des Roitelets.

## Historique

### La chapelle
Au début du XXe siècle, le Cap Ferret était encore une terre en grande partie inconnue et vierge, que l’on décrivait comme « un pays sans terre, sans pierres, sans chemins, rien que du sable, une eau transparente, des forêts de pins, des huttes de planches… ». Au milieu de ces huttes qui, pour la belle saison, abritaient quelques pêcheurs venus du fond du bassin d’Arcachon, une petite chapelle du nom de Notre-Dame-des-Flots est construite en 1893, à l’emplacement de l’église actuelle. C’était le second lieu de culte après la chapelle privée de la villa algérienne (édifiée entre 1865 et 1885).
Elle était desservie par les dominicains du Moulleau jusqu’à leur expulsion en 1903, puis par le chapelain de la villa algérienne. Le premier mariage y fut célébré par l’abbé Noailles en avril 1909. La chapelle fut agrandie en 1932 pour contenir 200 places et Notre-Dame-des-Flots est érigée en paroisse en 1936 par Monseigneur Feltin, dès qu’un presbytère fut construit pour le curé. C’était l’époque où s’achevait la première route qui devait amener au Cap Ferret un nombre croissant d’estivants.

### L'église

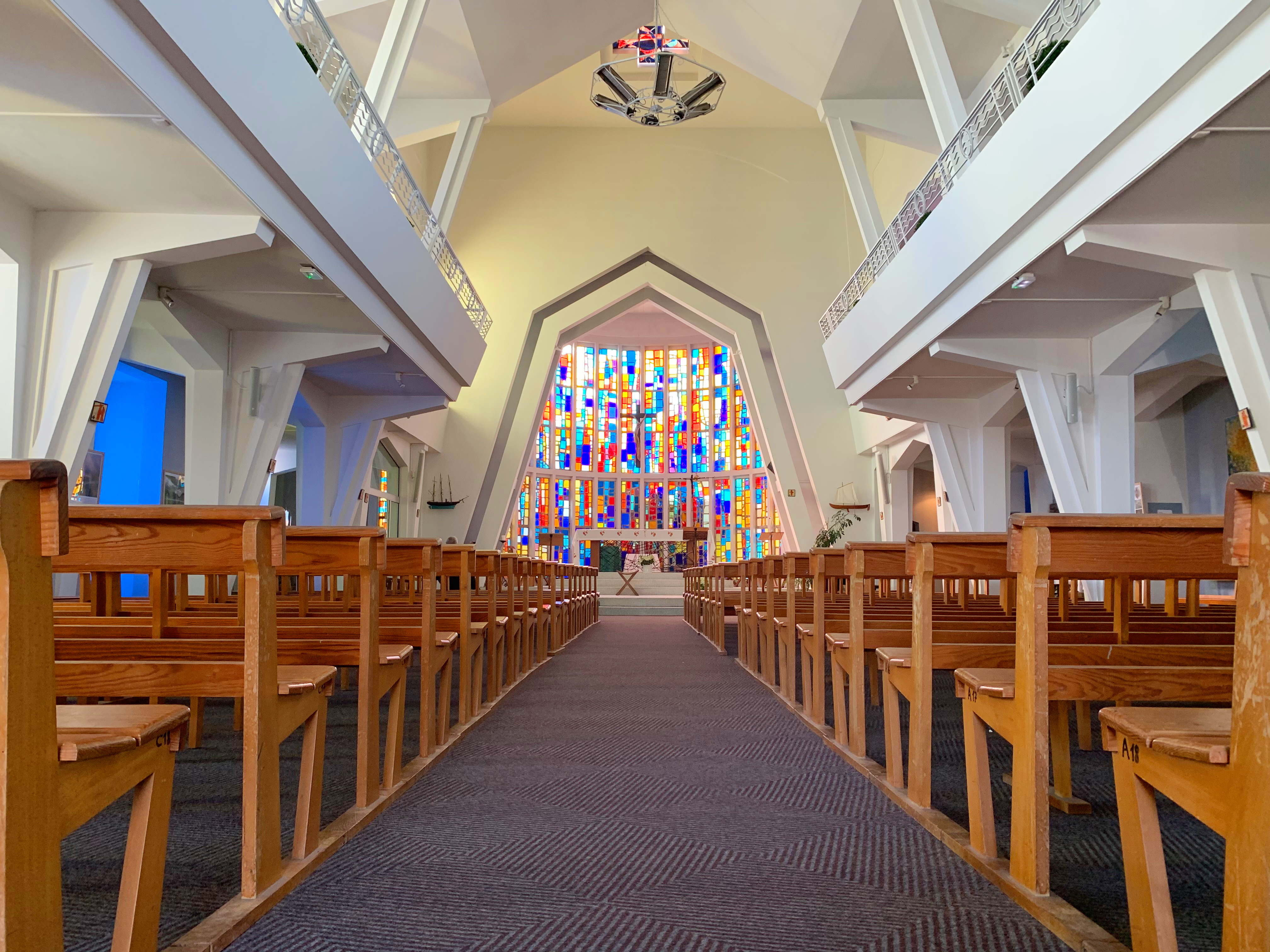
La nef et le grand vitrail de Notre-Dame-des-Flots.

En 1955, l’abbé Robert Marquaux (1911-1977), curé du Cap Ferret, décide de transformer la chapelle en une grande église moderne afin de satisfaire la fréquentation en hausse de la presqu'île. Il fait appel à l’architecte Raymond Morin-Roux et l'entreprise Étienne Martin du Cap Ferret. Le nom de l'abbé reste attaché à cette nouvelle église, tout comme ceux de l’architecte Morin et d’une poignée d’entrepreneurs tels que Michel Martin, Robert Loubel, Gilbert Sola et Jose Dos Santos. Par leurs dons, les paroissiens de l’époque prennent totalement en charge le lancement de ce projet, soit 27 millions de francs, répondant ainsi aux appels de l’abbé Marquaux.
La première pierre est posée en 1956 et l’église est bâtie par étapes jusqu’en 1966, en fonction des fonds disponibles, rassemblés par les paroissiens à l’occasion de dons, de quêtes, de kermesses, de représentations théâtrales et d'une tombola, dont l’enjeu est une villa neuve construite sur la paroisse. Le côté nord est d'abord élargi pour un montant de 7 millions de francs. Malgré tout ces efforts, les travaux s’arrêtent en 1958 faute de fonds. Ils ne peuvent reprendre qu’au début de 1959 et n’auraient duré que quelques mois si la paroisse n’avait répondu massivement aux appels pressants de son curé. 
L’homme qui, avec l’abbé Marquaux, reste le plus lié à l’histoire de Notre-Dame-des-Flots, est l’architecte Raymond Morin. Non parce qu’il fait don de ses honoraires, mais surtout parce qu’il incarne le modernisme des années 1950, dont ses maisons « piano » témoignent encore sur la presqu’île. L'architecture de conception ultramoderne de l’ensemble de la nouvelle église, à la forme de nef de bateau renversée, demande beaucoup d’astuce et d’audace. En effet, la construction est réalisée au-dessus et autour de la chapelle précédente, qui n'est démolie qu’en 1963. Elle laisse en héritage quelques œuvres d’art sacré et symboles de la dévotion des marins à Notre-Dame-des-Flots, parmi lesquels un grand voilier et la « pinassote » dite de l’abbé Marquaux. L’autre innovation concerne les vitraux du fond, œuvre de M. Lafond et Hugues Maurin, qui donnent à l’église beaucoup de lumière et d’originalité. Ils répondent à l’époque au dernier cri de l’industrie verrière, permettant d’intégrer la création artistique à la solidité de construction, pour réaliser de véritables « murs de lumière ». La nef, quant à elle, est dotée d’un balcon accessible par un petit escalier derrière un portillon. Hugues Maurin, professeur aux Beaux-Arts, sculpte le Christ sur la croix dans un bois flotté. Il dessine également la sculpture de la Vierge en cuivre repoussé qui orne la façade et forgée par Alphonse Sauvage, artisan au Cap Ferret.

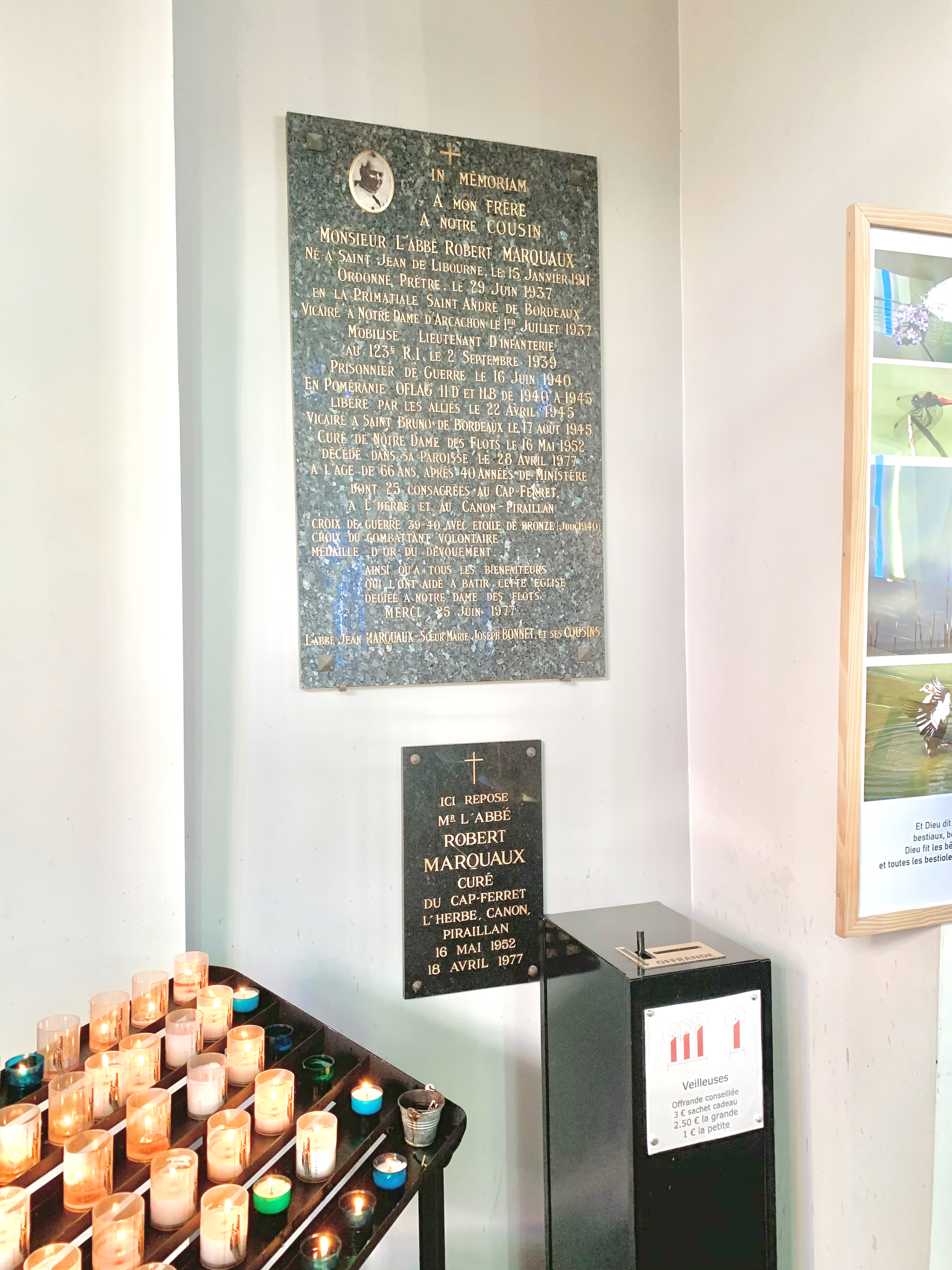
Plaques à la mémoire de l'abbé Marquaux.

L’abbé Marquaux est également audacieux dans sa prospection pour l’équipement et la décoration de la nouvelle église. Ses choix d’avant garde lui valent à plusieurs reprises les échos de la presse. Ainsi, le 6 août 1962, à la stupéfaction générale, le journal Sud Ouest annonce que Notre-Dame-des-Flots serait la deuxième église de France dotée de cloches électroniques en cristal. Les traditionnelles cloches en bronze sont abandonnées pour une nouvelle technique révolutionnaire mise au point, un an plus tôt, à Boston aux États-Unis, par Gerhard Finkenbeiner. Placées dans la sacristie, à l’abri d’un petit meuble, ces cloches ne pèsent que quelques grammes et se présentent sous la forme de 3 tubes de verre de la taille d’une pompe à vélo. À l’intérieur, des petites boules de métal tombent sur un crayon de cristal, tandis que les tubes tournent sur eux-mêmes à l’horizontale. Les vibrations obtenues sont recueillies par un amplificateur et transmises aux haut-parleurs situés dans le clocher de l’église. On obtient ainsi toute la puissance et toutes les mélodies d’une cloche classique. La nouvelle église est aussi ornée de décors marins, filets de pêche, une roue de gouvernail et des foënes.

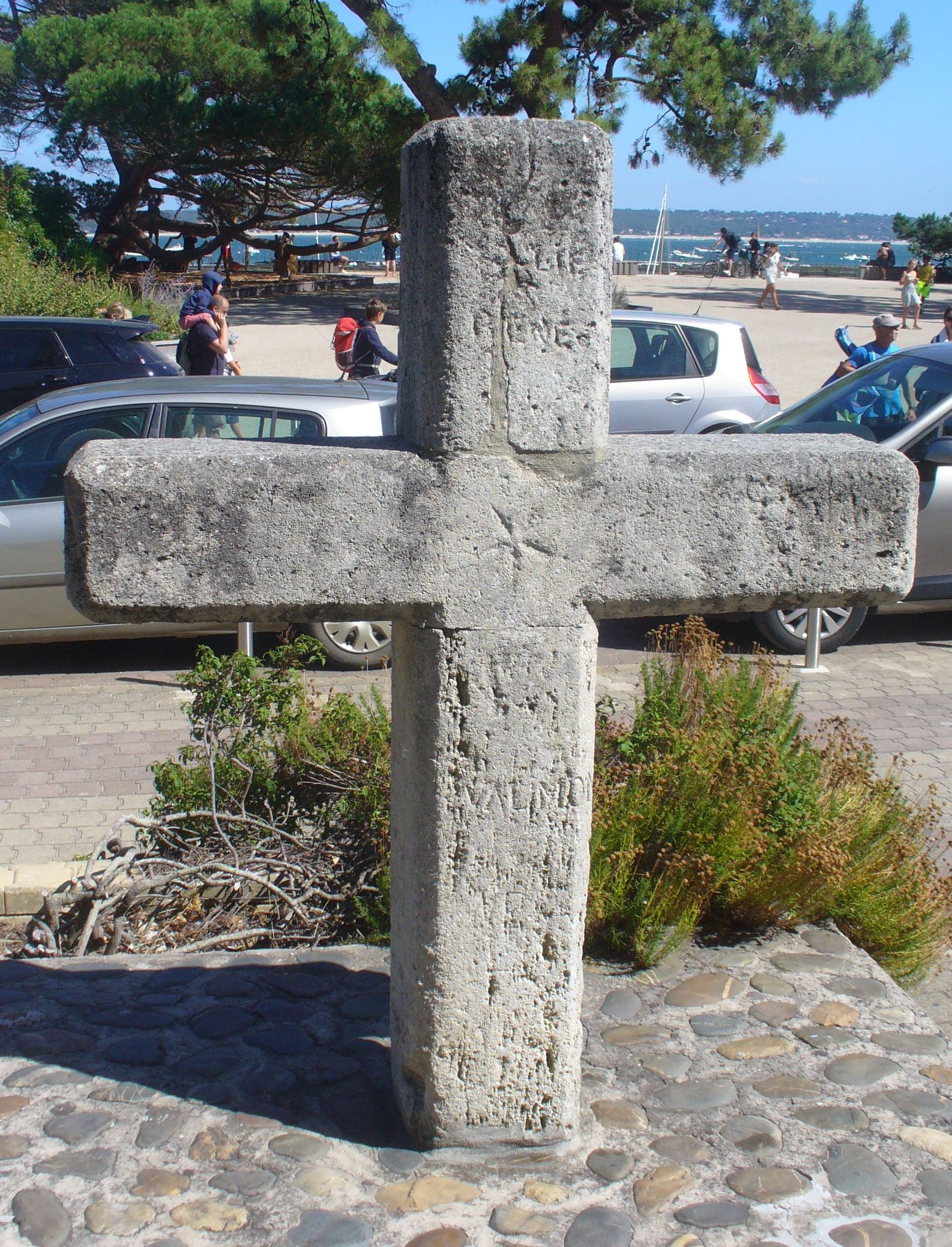
Croix des marins.

Le dimanche 29 août 1966, dix ans après la pose de la première pierre, la nouvelle église Notre-Dame-des-Flots est inaugurée et consacrée par le cardinal Richaud, primat d’Aquitaine, qui préside ensuite une grande cérémonie. Monseigneur Richaud, entouré de très nombreuses personnalités ecclésiastiques et civiles — dont les élus du bassin d’Arcachon — célèbre une grand messe solennelle après avoir béni, à l’extérieur et à l’intérieur, les murs de Notre-Dame-des-Flots. La foule présente se constituait ensuite en cortège, accompagnant ces personnalités jusqu’à la jetée, où elles embarquèrent à bord du chalutier Nauticus et du canot de sauvetage Capitaine-le-Verger pour la bénédiction et le défilé nautique de la flottille de plaisance du Cap Ferret. Près de 200 voiliers, pinasses, vedettes et hors-bord participent à la cérémonie, qui s’achève par l’immersion d’une couronne à la mémoire des marins péris en mer. Une croix haute de 6 mètres forgée également par Alphonse Sauvage est mise en place en 1968 avec l'aide d'un hélicoptère. L’abbé qui exerce de 1952 à 1977, année de sa mort, comme curé en la paroisse du Cap Ferret, après avoir été vicaire à Saint-Bruno de Bordeaux de 1945 à 1952, est inhumé dans l’église Notre-Dame-des-Flots. L’ancienne croix des marins qui rend hommage aux 78 naufragés de la tempête de 1836, tombée dans le sable à la Pointe, est restaurée et installée sur le parvis de l’église Notre-Dame-des-Flots en 1983,. Monseigneur Ricard célèbre le 50e anniversaire de la fin de la construction de l’église le 23 juillet 2016.

## Galerie

L'intérieur de l'église Notre-Dame-des-Flots
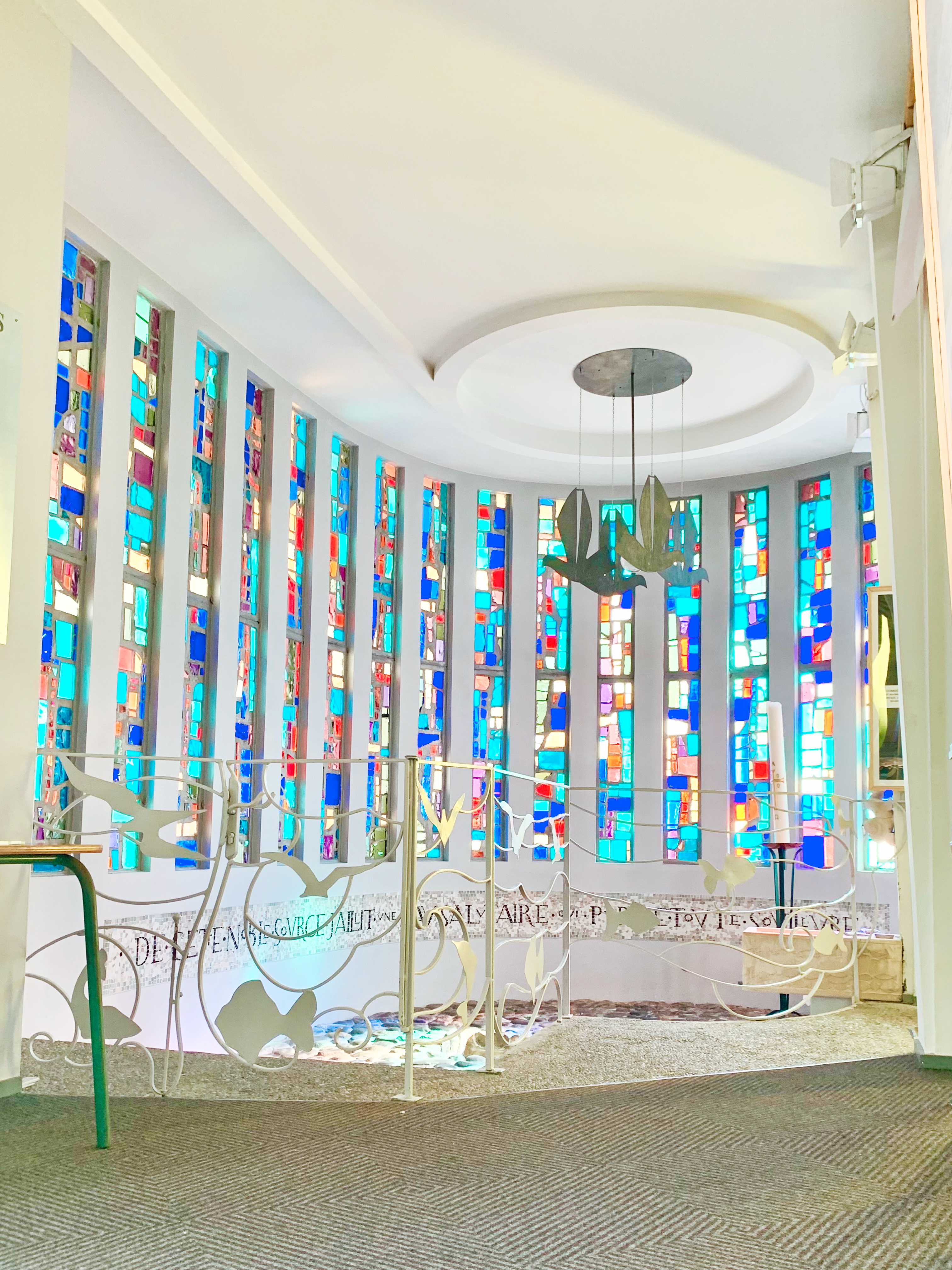
Le baptistère.
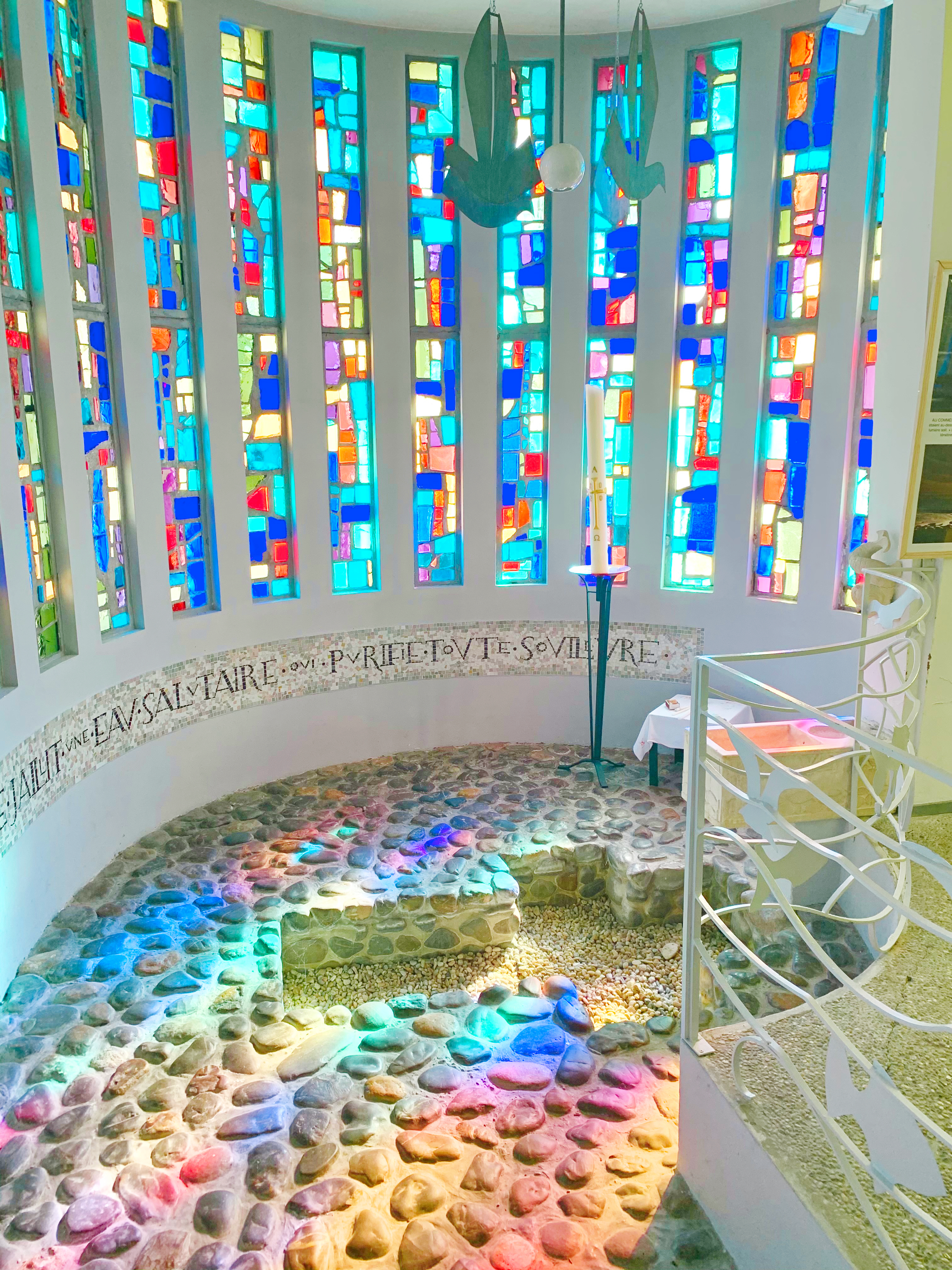
Le bassin du baptistère.
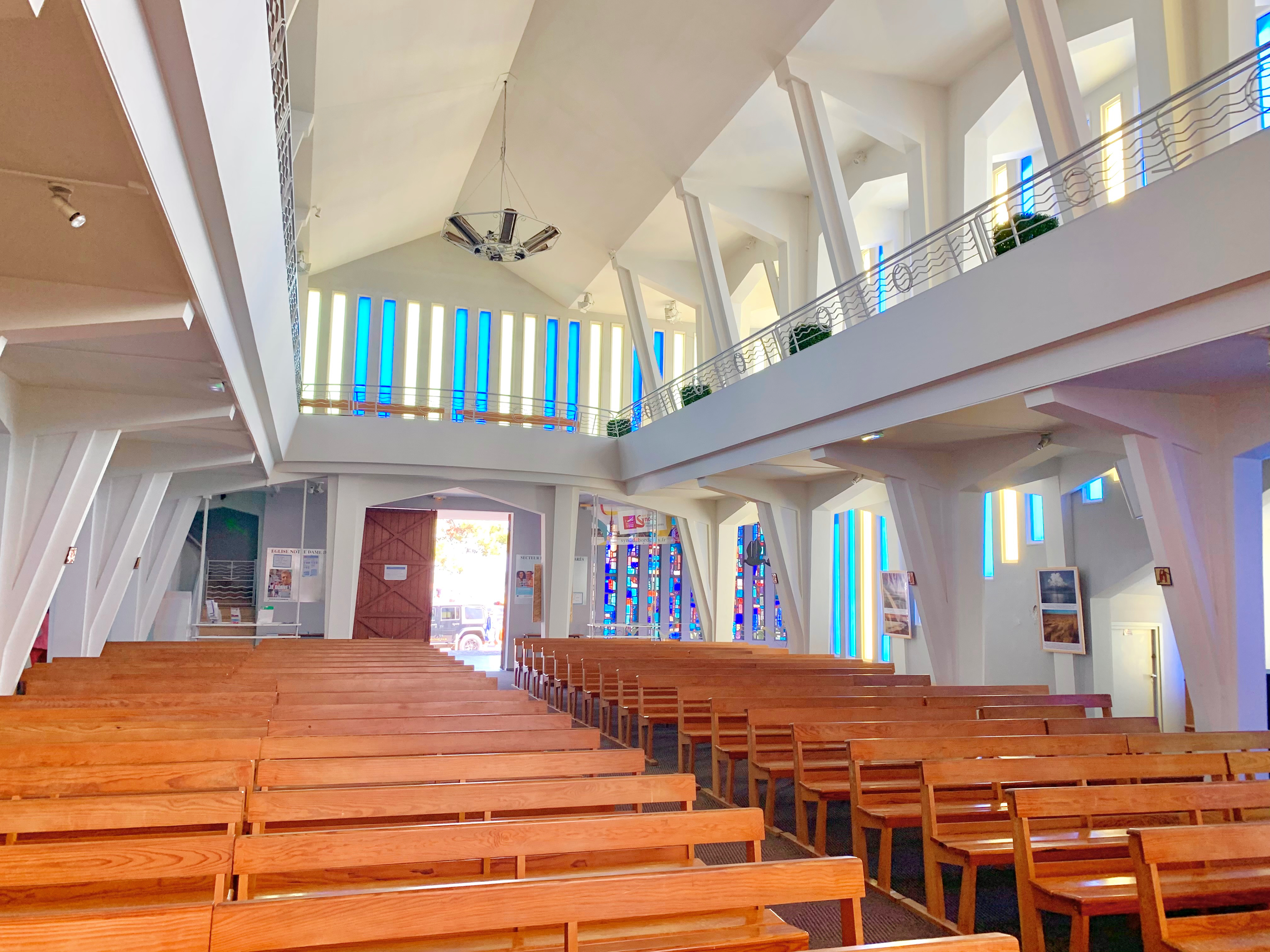
La nef et l'entrée.
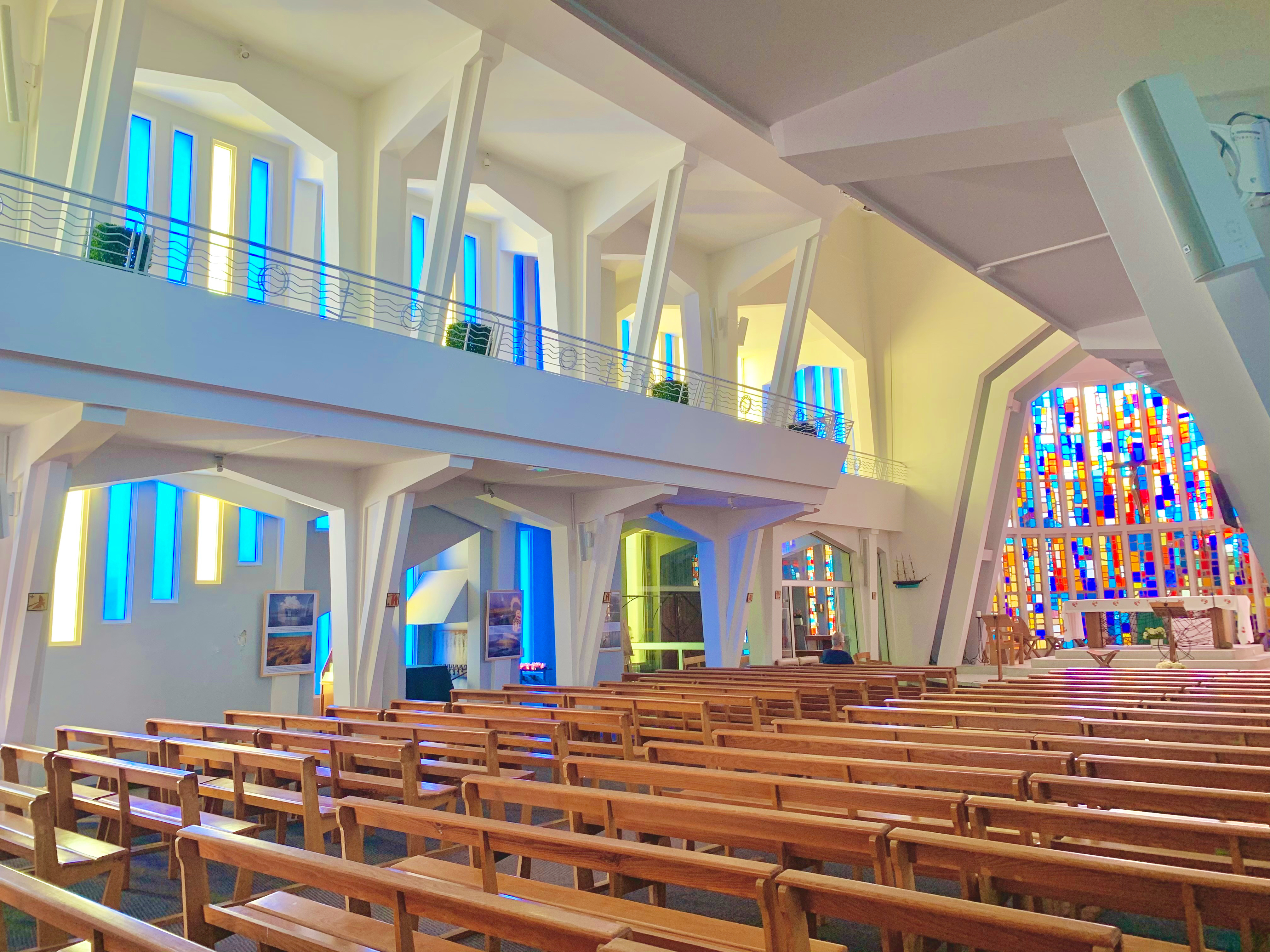
La nef et le balcon sud.
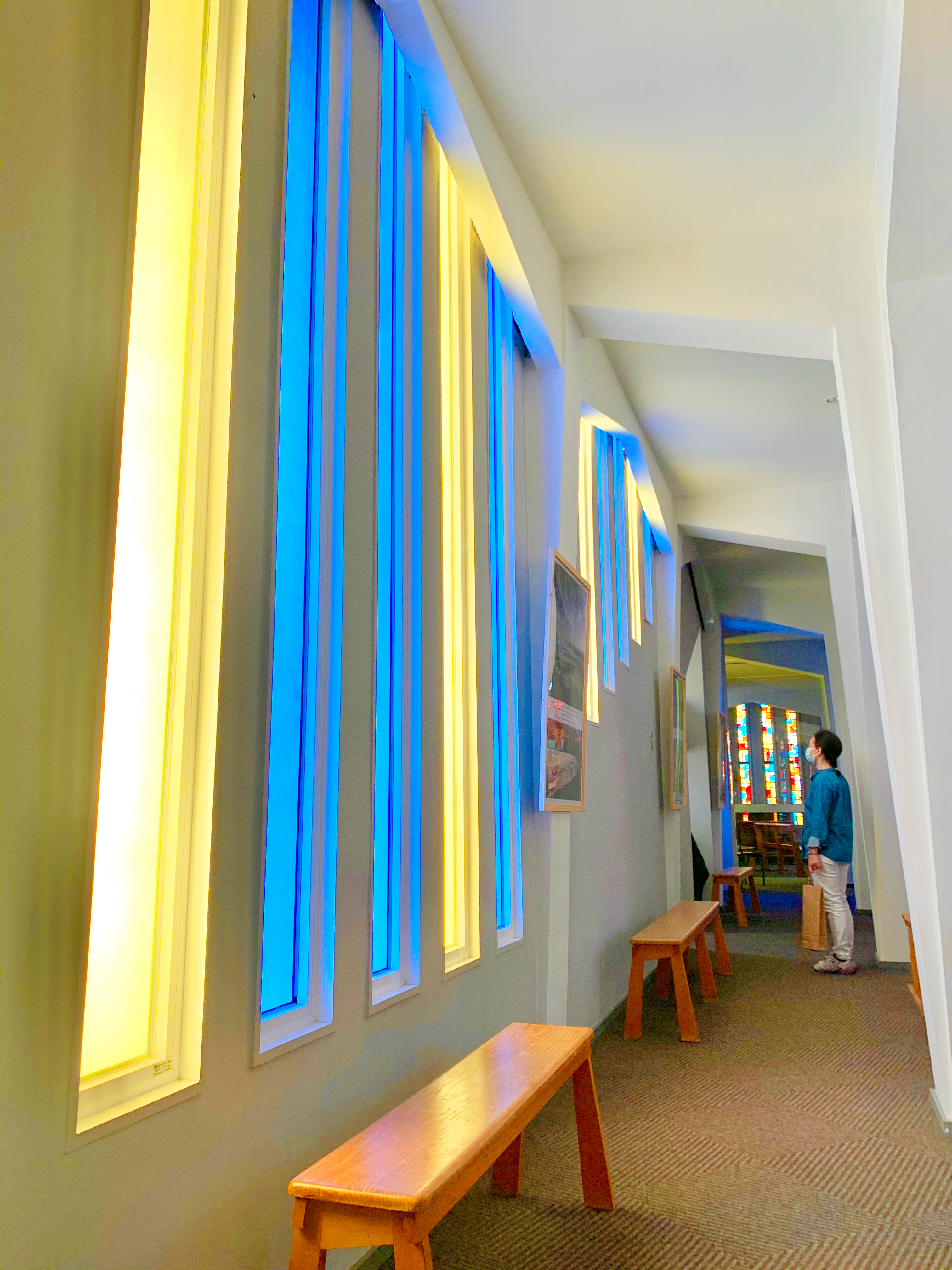
Le collatéral sud.
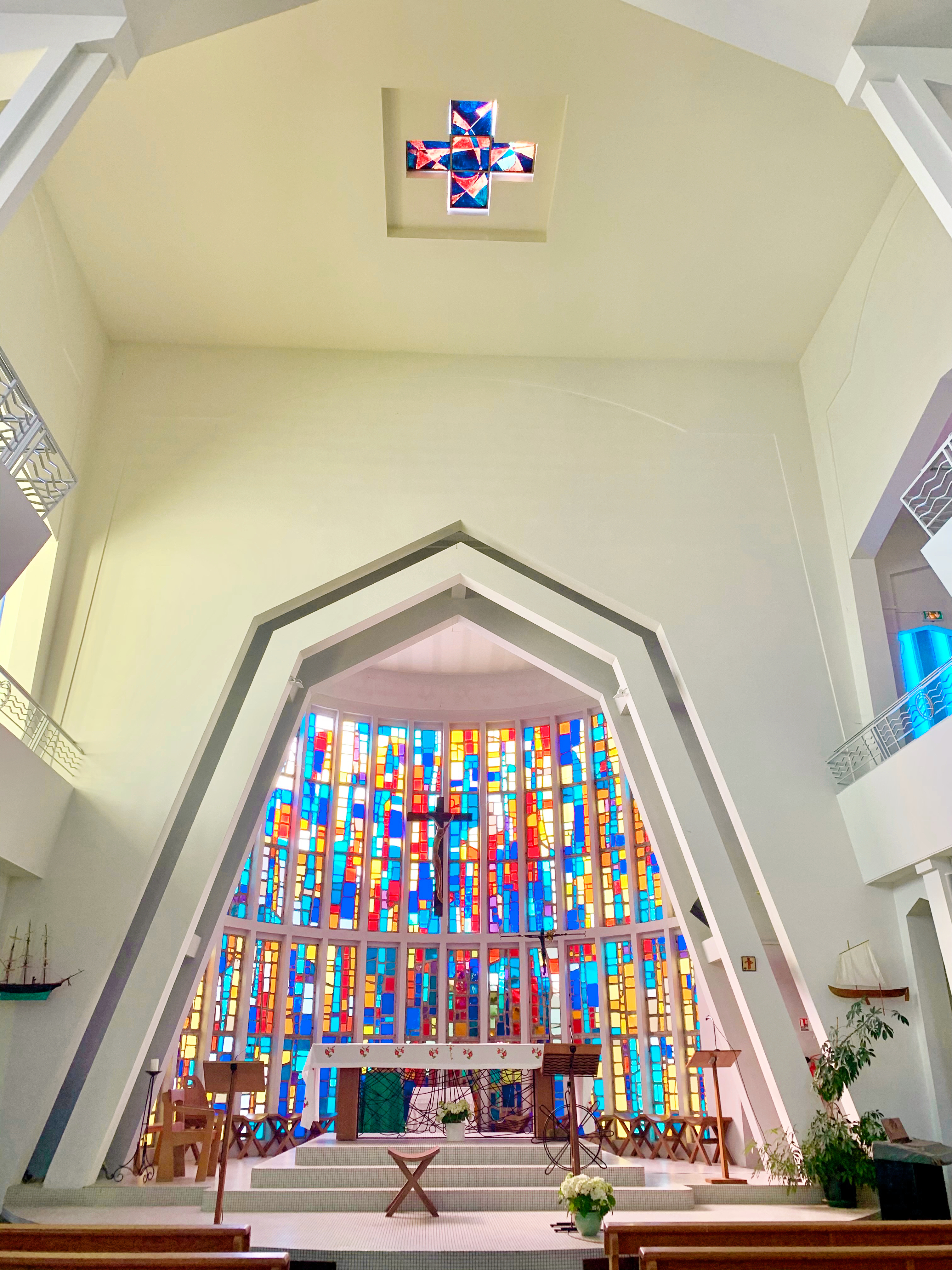
Le chœur.
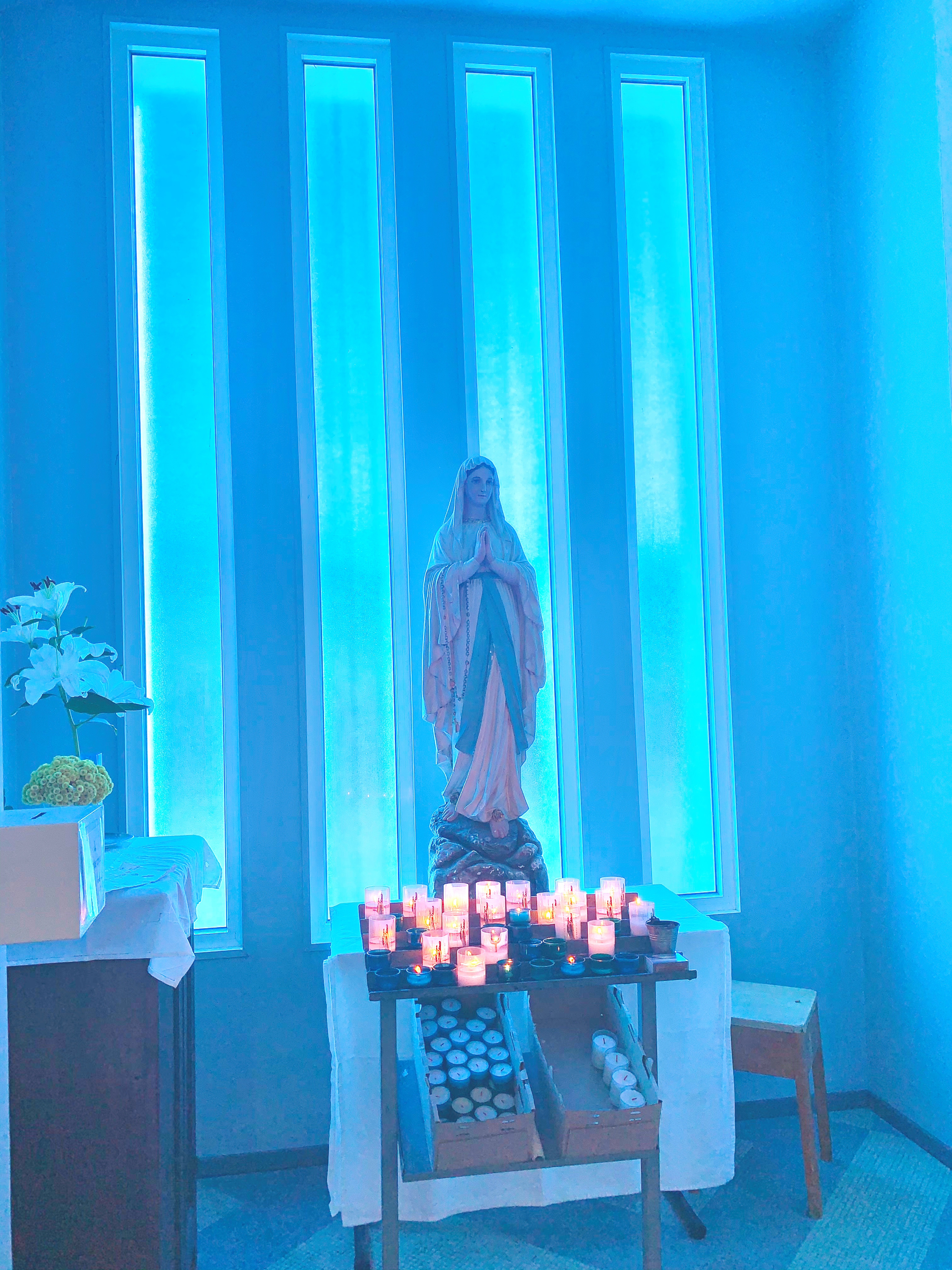
La chapelle Notre-Dame de Lourdes.
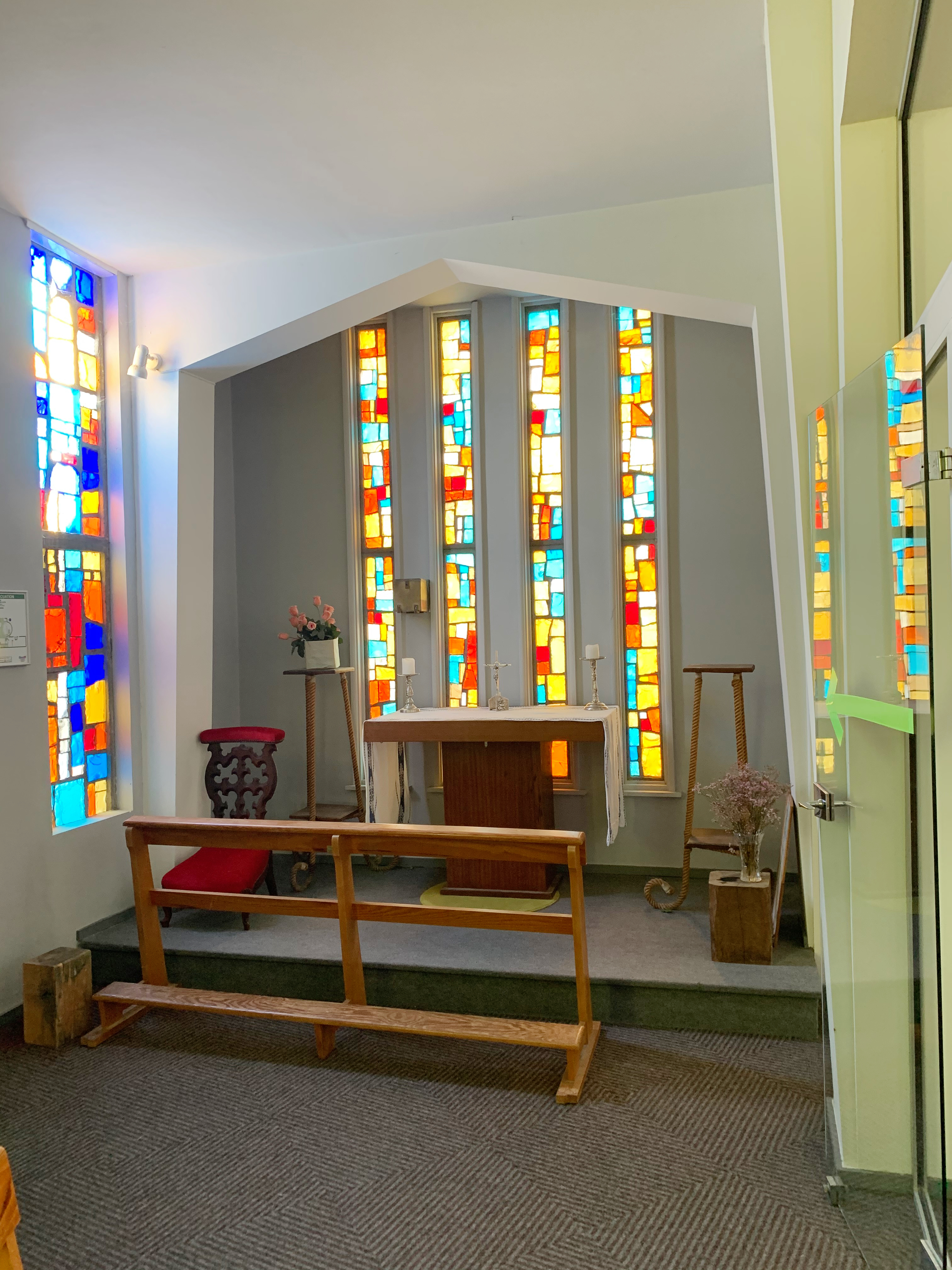
Chapelle.
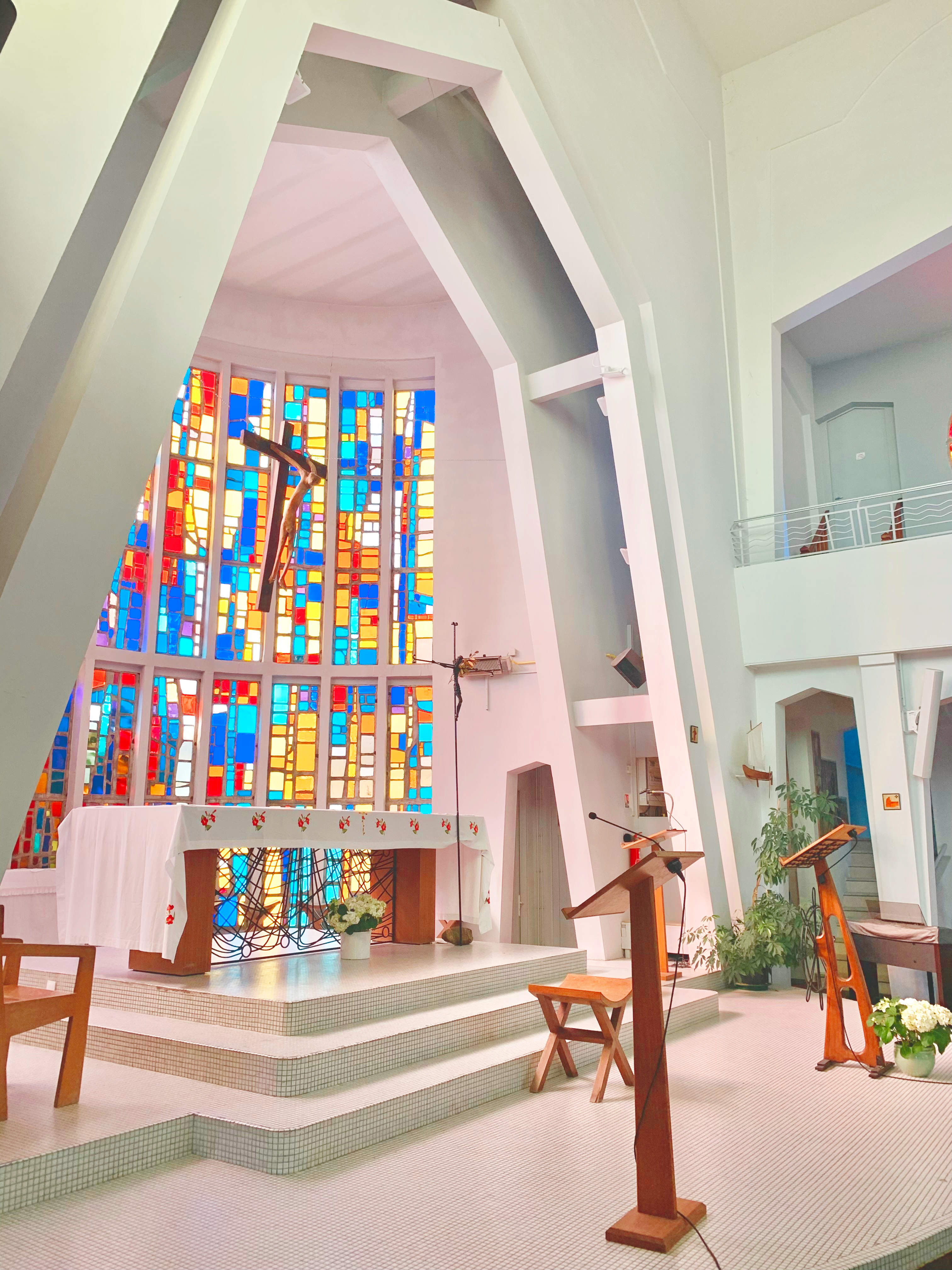
Le chœur avec l’autel et l’ambon.
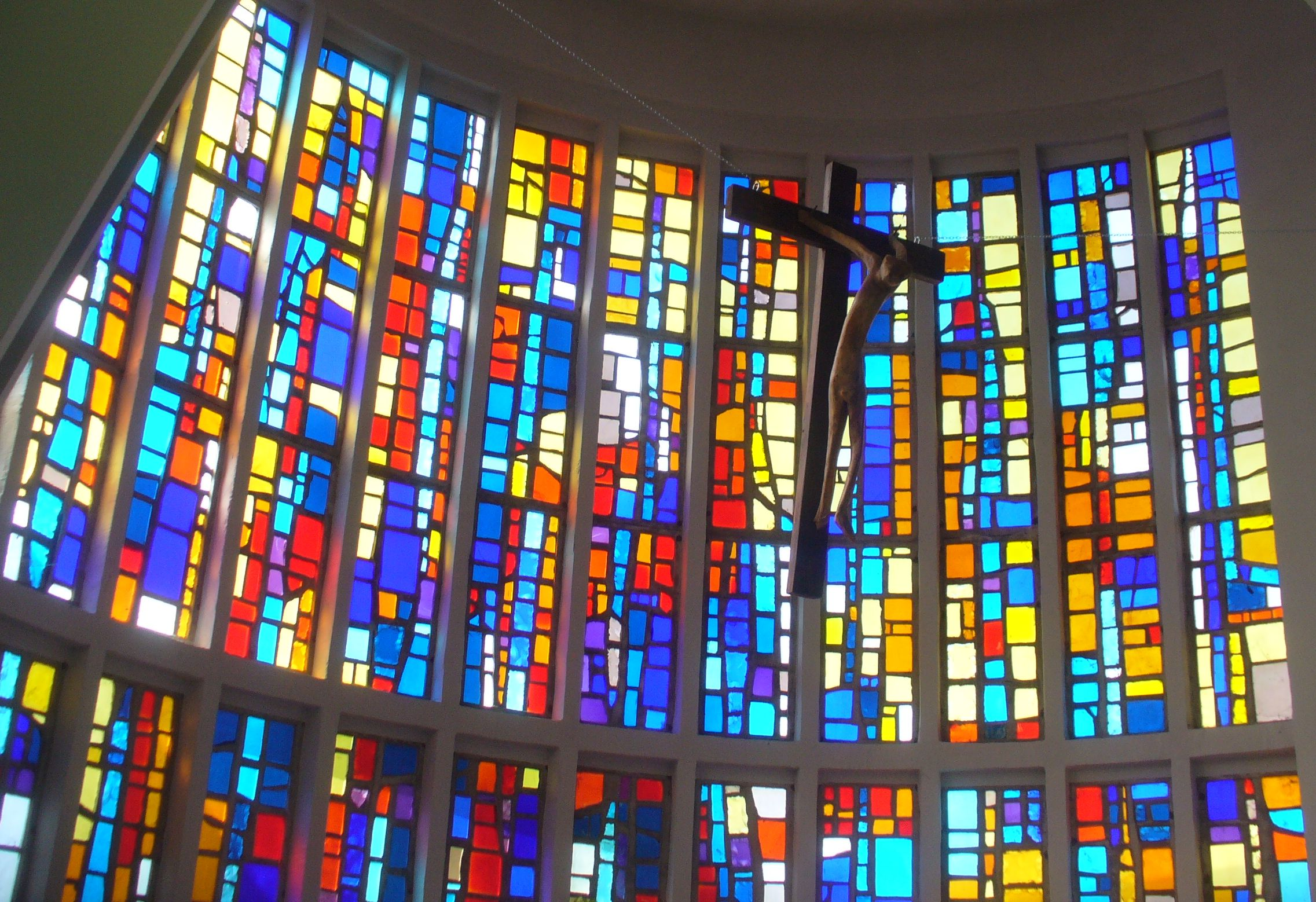
Le grand vitrail de Notre-Dame-des-Flots.
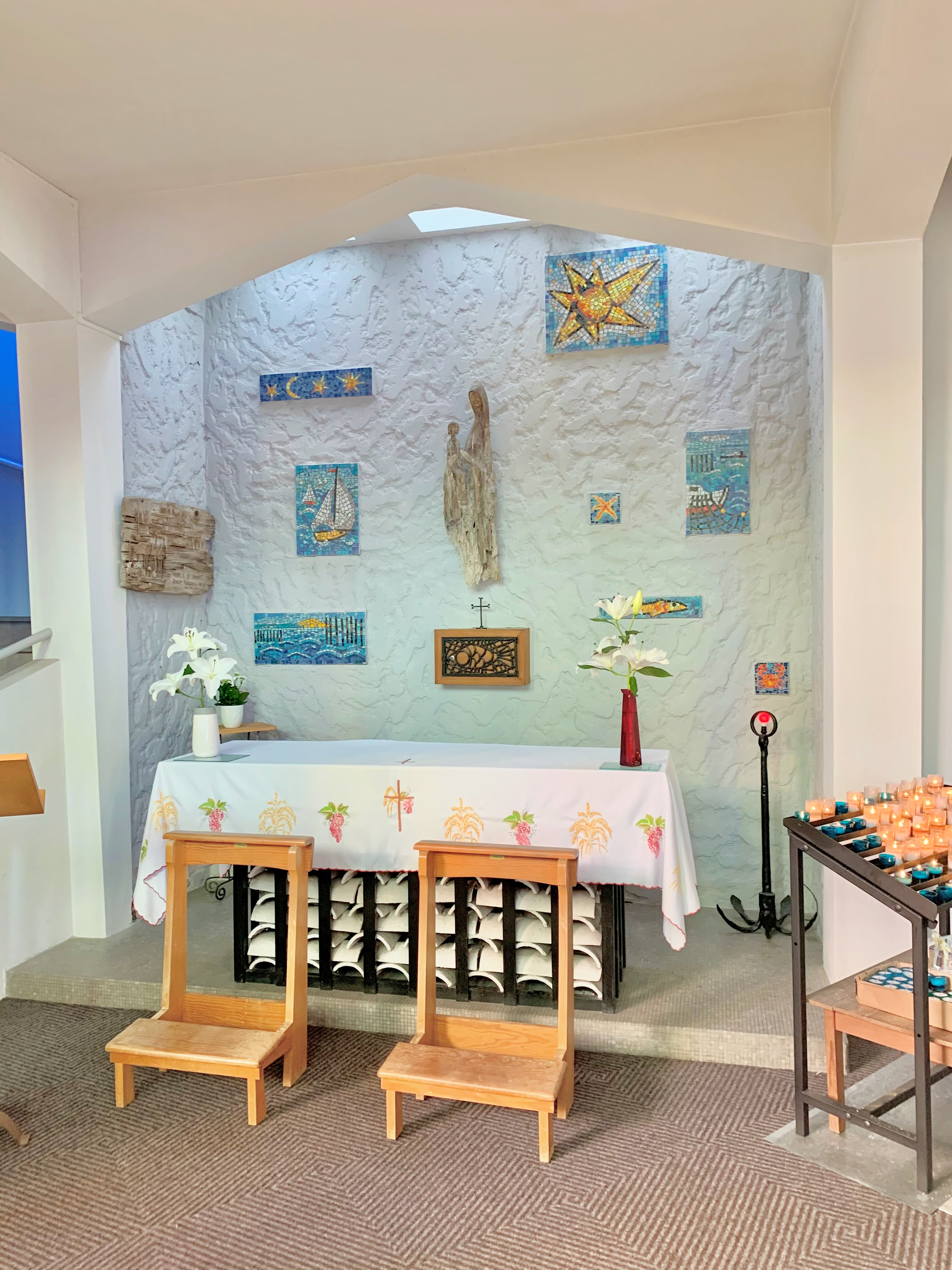
Chapelle de la Vierge à l’Enfant.
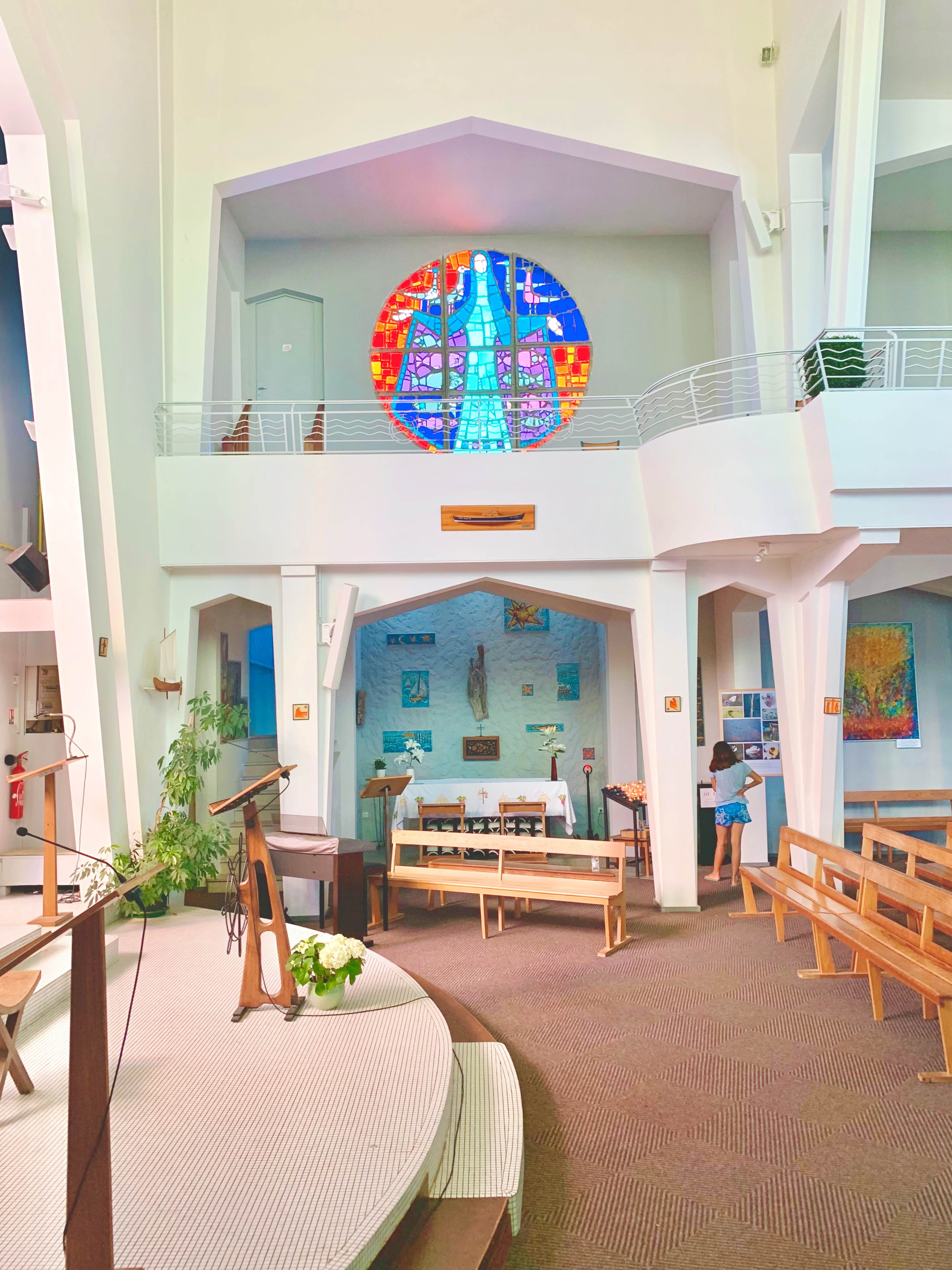
Le vitrail de la Vierge.
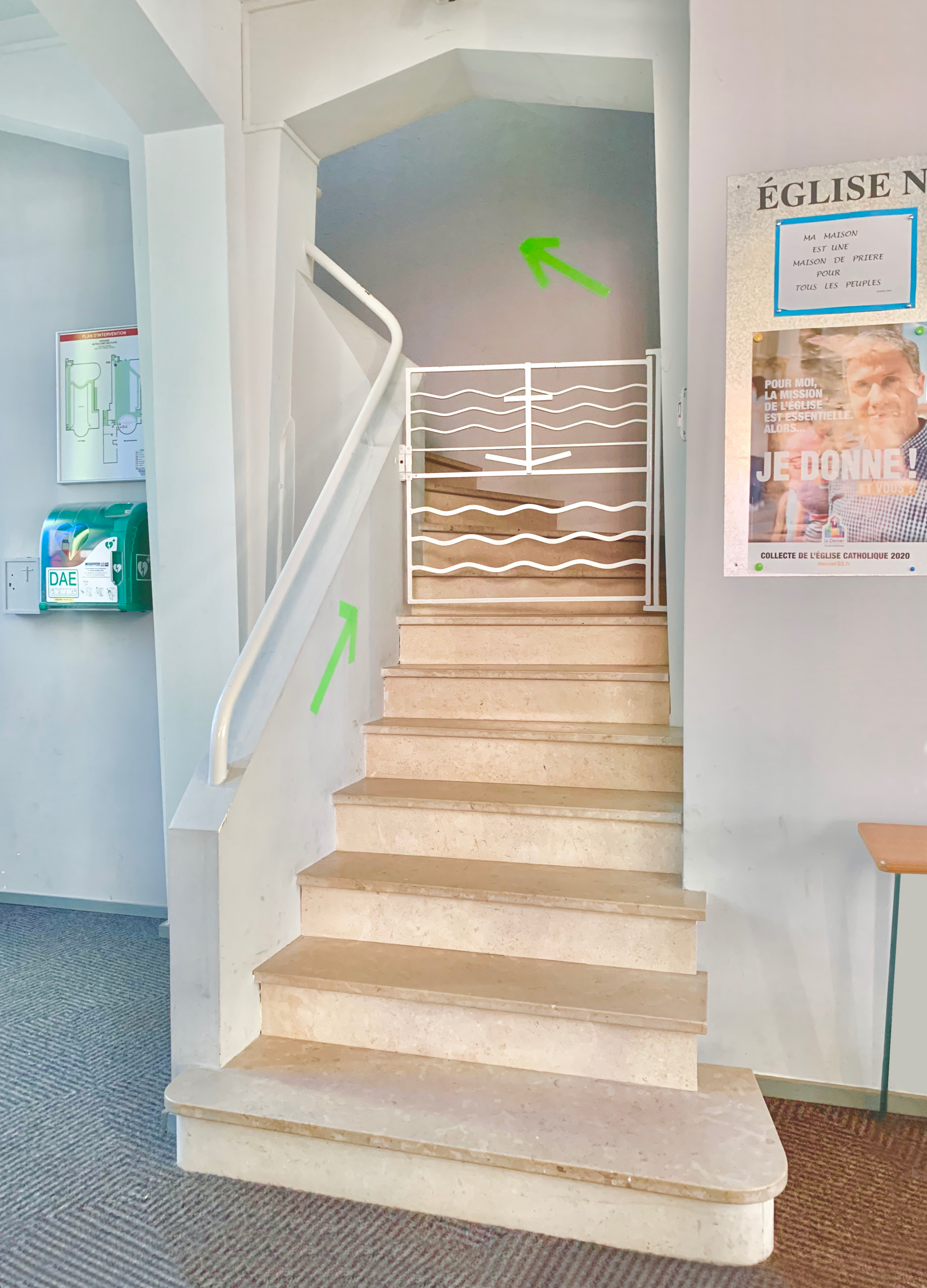
L'escalier de style streamline qui mène au balcon.